# Spirit of America (The Beach Boys-album)
A Spirit of America a The Beach Boys egyik válogatásalbuma  amit a Capitol Records 1975-ben adott ki.
Az Endless Summer hatalmas kommerciális sikerének köszönhetően, egy évvel később a kiadó kiadta az album folytatását, a Spirit of America-t. Ezen az albumon azok a dalok találhatók, amik már nem fértek rá az Endless Summer-re. A korai évek vidám, könnyed popdalaitól kezdve, a Today! érettebb és kifinomultabb hangszerelésű dalain keresztül, az innovatív "The Little Girl I Once Knew" című számon át, egészen a 20/20 korszak "Break Away" című Beach Boys klasszikusáig, találunk Beach Boys slágereket. A "Graduation Day" című, eredetileg The Four Freshmen szám itt debütált először nagylemezen.
A Spirit of America volt az utolsó nagylemez az elkövetkezendő hét évben, amit a Capitollal adott ki a zenekar. A lemez ugyanúgy mint elődje szintén sikeres volt, és a nagylemezlista 8. helyéig jutott a Beach Boys szülőhazájában, és aranylemez lett.
Az Endless Summer, a Spirit of America, valamint az 1982-es Sunshine Dream már régóta nincsen forgalomban, helyüket jóval átfogóbb válogatáslemezek vették át.

## Számlista

### A-oldal
1. Dance, Dance, Dance (Brian Wilson/Carl Wilson/Mike Love) – 1:59
2. Break Away (Brian Wilson/Murry Wilson) – 2:54
3. A Young Man Is Gone (Bobby Troup/Mike Love) – 2:15
4. 409 (Brian Wilson/Mike Love/Gary Usher) – 2:00
5. The Little Girl I Once Knew (Brian Wilson) – 2:36
6. Spirit Of America (Brian Wilson/Roger Christian) – 2:23

### B-oldal
1. Little Honda – 1:51
2. Hushabye (D. Pomus/M. Shuman) – 2:40
3. Hawaii – 1:59
4. Drive-In – 1:50
5. Good To My Baby – 2:17
6. Tell Me Why (John Lennon/Paul McCartney) – 1:38

### C-oldal
1. Do You Remember? – 1:37
2. This Car of Mine – 1:35
3. Please Let Me Wonder – 2:45
4. Why Do Fools Fall In Love? (Frankie Lymon/Morris Levy) – 1:58
5. Custom Machine – 1:38

### D-oldal
1. Barbara Ann (Fred Fassert) – 3:07
2. Salt Lake City – 2:00
3. Don’t Back Down – 1:44
4. When I Grow Up (To Be a Man) – 2:02
5. Do You Wanna Dance? (Bobby Freeman) – 2:18
6. Graduation Day (J. Sherman/N. Sherman) – 2:17

A Spirit of America Capitol SVBB-11384 a 8. helyig jutott, és 43 hetet töltött a listákon.